# Tlenek chromu(IV)
Tlenek chromu(IV), CrO2 – nieorganiczny związek chemiczny z grupy tlenków, w którym chrom występuje na IV stopniu utlenienia. Jest czarnym ciałem stałym o bardzo dobrych właściwościach ferromagnetycznych. Stosowany przy produkcji taśm magnetycznych.